# Ionski pogon
Ionski pogon je vrsta pogona za vesoljska plovila. Njegovo bistvo je tok ionov, pospešenih z visokonapetostnimi pospeševalnimi mrežami. V ta tok so izstreljeni tudi ioni z nasprotnimi električnimi naboji, kar skrbi za električno nevtralnost plovila in curka ionov.
Ionski tok ima veliko hitrost (navadno do 30 km/s), kar naredi takšen pogon zelo učinkovit - na enoto goriva ima 10 krat boljši izkoristek kot plovila na tekoče gorivo. Zaradi tega je ionski pogon pomemben način pogona za satelite, ki imajo majhno dovoljeno maso (izstrelitev v vesolje zaradi gravitacijskega potega Zemlje ni učinkovita - koristni tovor predstavlja le nekaj odstotkov mase plovila). Gorivo, ki ga ta pogon uporablja, je žlahtni plin ksenon.
Proti splošni uporabi ionskega pogona govorita dejstvi, da ima tak pogon kratko življenjsko dobo (zaradi razgradnje pospeševalne mreže ob trku z ioni) in da je energijska zahtevnost takega pogona velika (za ionizacijo in za veliko pospeševanje ionov). Zaradi velike energetske zahteve dandanes uporabni viri energije ne omogočajo boljšega izkoristka ionskega pogona - tipični pospeški so velikosti 1 mg.
Ionski pogon je zelo primeren za polete, ki zahtevajo veliko skupno spremembo hitrosti plovila, torej za medplanetarne polete.
Sonda Deep Space 1 nosi 81,5 kilogramov ksenona, ki ji omogoča dvajset mesecev stalnega potiska. Sprememba hitrosti, ki jo zagotavlja ionski pogon, je 4,5 km/s.

## Zanimivosti
George Lucas, filmar, očitno verjame v ionski pogon - V svojih trilogijah Vojne zvezd (Star Wars) je malo bojno plovilo TIE Fighter poimenoval po tej vrsti pogona - Twin Ion Engines.